# 占领鲁尔

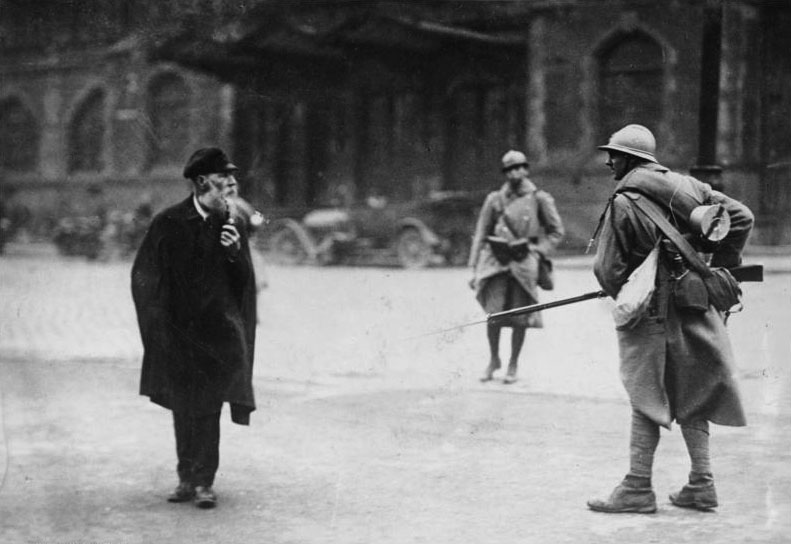
佔领军中的法国士兵（摄于1923年）

佔领鲁尔（德語：Ruhrbesetzung）是指法国与比利时军队于1923年至1925年间对于鲁尔区的军事佔领。
法國－比利時聯軍於1923年佔領魏瑪共和國高度工業化的魯爾河谷，以應對德國當局對第一次世界大戰凡尔赛条约中戰爭賠款的不給付。法比兩軍在英美國際壓力下不得不撤軍，並簽訂道威斯計劃，使德國免於給付絕大部分的戰爭賠款，讓法國在重建和解決第一次世界大战德國對法國北部的大規模工業掠奪與毀滅上，顯得更為無力。

## 背景

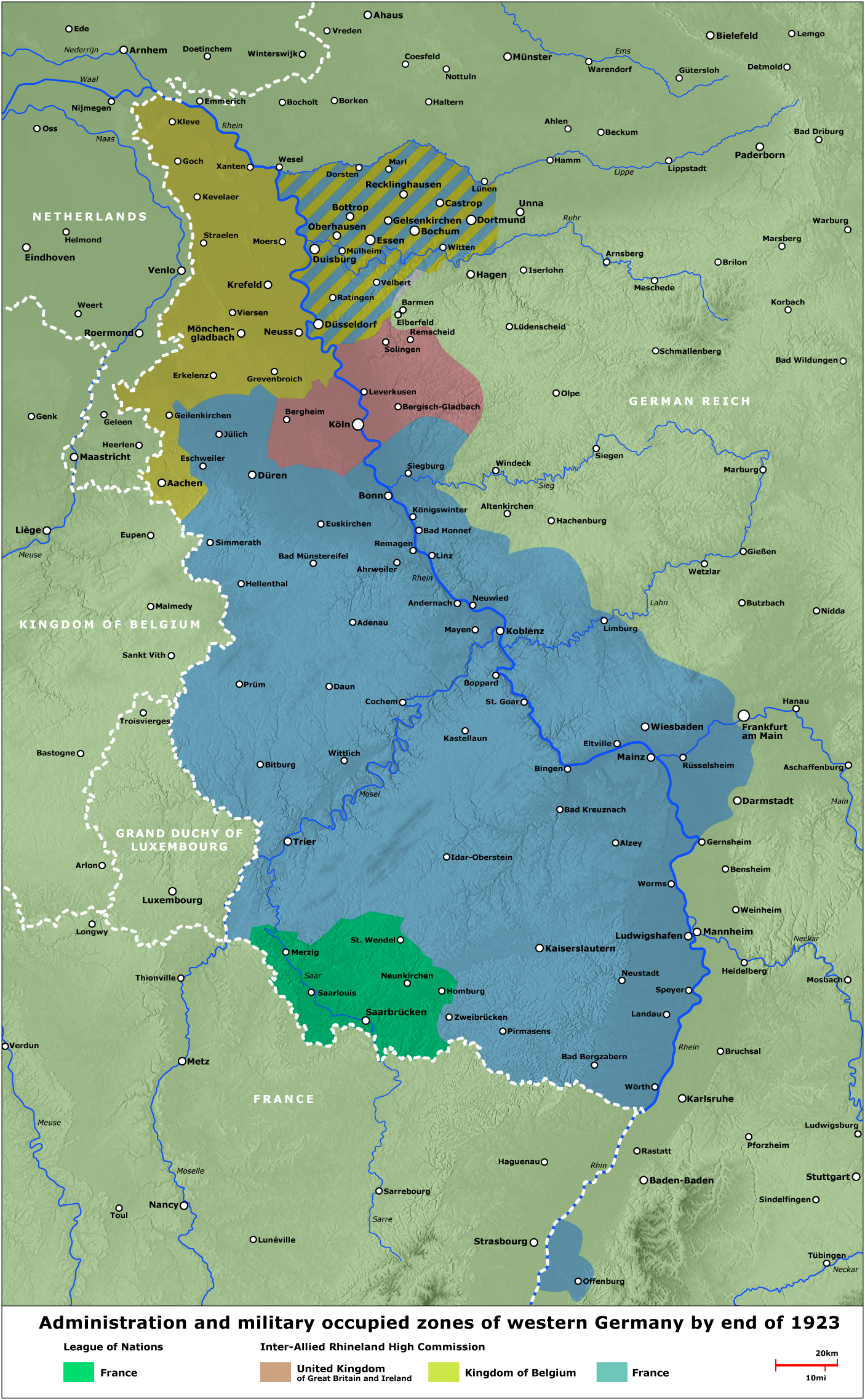
1918年至1919年间协约国军队对于莱茵兰的占领情况

在一战结束后不久，鲁尔区曾于1918年至1919年间在协约国军队占领莱茵兰期间一同遭到占领。依据战后协约国与德国签订的《凡尔赛和约》，德国要对战争造成的破坏负责，并且需要向多个协约国成员赔款，其中以给法国的赔款为主。赔款委员会一开始将赔款总额确定为2260亿马克，而后又于1921年将总额削减至1320亿马克。尽管赔款总额已大量削减，德国所要背负的债务仍然十分庞大。由于部分赔款是以工业原材料的形式进行抵偿，德国工厂由此也不能运作，整体经济也受此所累，偿还赔款的能力也进一步受到了影响。
到1922年末，德国未能及时还款的情况变得越来越频繁。赔款委员会内部也产生分歧，法国与比利时代表要求以占领鲁尔区来胁迫德国还款，而英国则要求降低赔款总额。1922年12月，随着德国未能兑现当时所应赔付的木材，赔款委员会宣布德国违约。1923年1月，法国与比利时的军队占领鲁尔。法国特别恼火的原因在於之前已讓德國對自己還款能力的評估基礎作出下調，但德國仍無法兌現。
协约国一方认为，此时的德国总理威廉·卡尔·约瑟夫·古诺是有意決定不还款，其目的是来试探协约国对于执行条约的决心。矛盾在德国未能于1923年1月初偿还煤礦后进一步升级，此些煤礦在三年前即应偿还。法国总理雷蒙·普恩加莱发出占领鲁尔的命令也是相当勉强，他是在英国拒绝他提议对德执行非军事制裁后才采取这一措施。1922年，对于德国未能还款倍感失望的普恩加莱曾希望英法两国联合对德国进行制裁，并反对进行军事行动。然而到了1922年12月，他所得到的是英美德三国對提案的反对，并坐视能依据《凡尔赛条约》索賠的现金赔款和用于本国钢铁生产的煤礦白白溜走。普恩加莱对于英国的态度大感恼火，在写给法国驻英大使的信中，他如此写道：
这些实诚到瞎了眼的英国人还是在推己及人。他们总是认为德国不遵守在《凡尔赛条约》中所做的承诺是因为（德国人）并不是心甘情愿地接受它。……而我们则相信如果没有为履行和约付出过一丝努力的德国总是在试着摆脱她的义务，那就是因为她直到现在也没有承认被打败。……我们可以确定的另外一点是德国这个国家只有在必要的冲击下才会服服帖帖的遵守诺言。:140

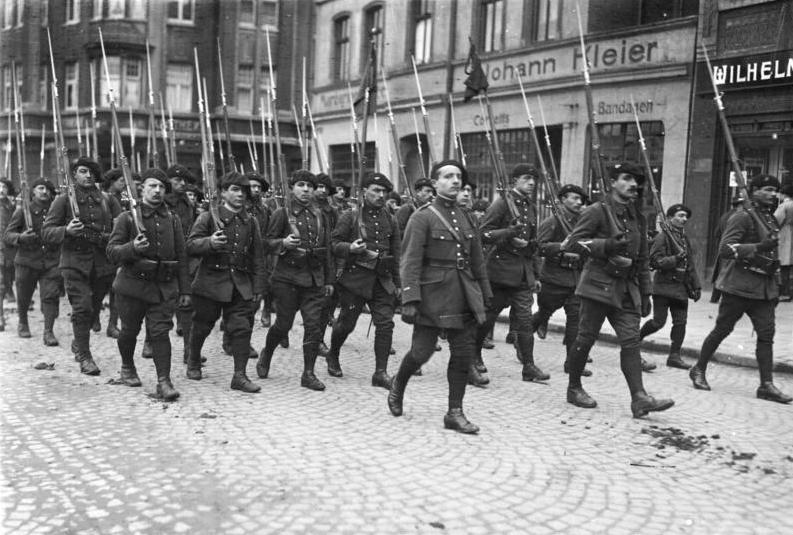
鲁尔区的一支法国占领军

普恩加莱1923年1月11日做出占领鲁尔的决定来榨取法国应得的赔款，占领鲁尔所要解决的真正问题并不是德国未能按时还款，而是要去维护《凡尔赛条约》的神圣性。普恩加莱常向英国人重申这一观点：任由德国人违背《凡尔赛条约》中的赔偿条款，会造成德国人以此作为先例去破壞条约的其他部分。而最终，一旦《凡尔赛条约》中困束德国的枷锁被摧毁了，德国将不可避免地将世界引向另一场大战中。
在普恩加莱的授意下，阿方斯·卡隆所率领的第32步兵军在让-玛丽·德古特的监督下执行对鲁尔区的军事行动:165。法国占领这个德国的煤铁中心的意图则众说纷纭，有可能只是为了钱，也可能是由于马克经过通货膨胀后到1922年底已形同废纸，法国需要得到实物赔偿。法国富有铁矿，而德国则盛产煤。当这两种资源相得益彰时，每个国家都会想要免费得到其短缺的资源。在法国做出占领鲁尔的决定后:28，协约国方面组建了厂矿监控特派团:42来确保德国能够偿还煤:51。

## 消极抵抗

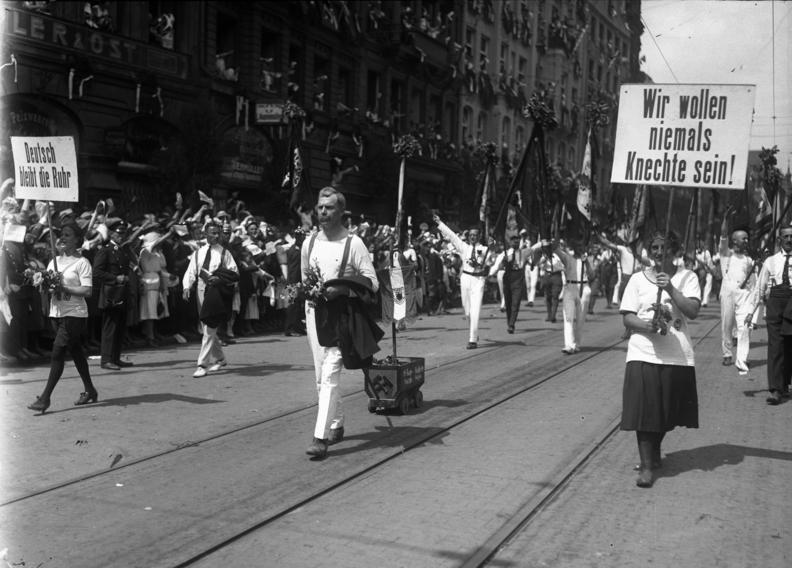
鲁尔的体操运动员1923年在慕尼黑体操节上发起的抗议行动。左面的标语写着“鲁尔仍是德国的”，右面的则写着“我们从没想成为附庸”。

法国的占领行动所迎来的是德国成规模的消极抵抗。在事件中，大约有130名德国平民被法国占领军杀害，其中包括参与抗议罢免德国官员等活动的平民。 1923年重创德国经济的通货膨胀有可能是德国为鲁尔区的消极抵抗而发起的。德国有可能在1921年11月赔款过程开始之前即已做好通货膨胀的准备。:38面对着崩溃的经济以及居高不下的失业率和通货膨胀率，1923年9月上台的由古斯塔夫·施特雷泽曼领导的联合政府最终叫停了罢工并宣布国家进入紧急状态。尽管如此，此时还是发生了一些起针对魏玛德国的未遂政变，其中包括啤酒馆暴动。1923年10月，亚琛的分离主义分子更是宣布成立莱茵共和国。
尽管法国确实自占领行动中获取了利益，但德国还是通过其消极抵抗以及被通货膨胀重创的经济博得了世界的同情。此时由于法郎的币值也在下跌，法国经济非常容易受到来自英美的压力。在英美两国金融力量的压力下，法国最终被迫于1924年4月接受道威斯计划，暂时下调德国赔款份额。依据道威斯计划，德国1924年仅需赔付10亿马克，在之后三年中赔款数量逐渐增加，直到第五年开始赔付25亿马克。

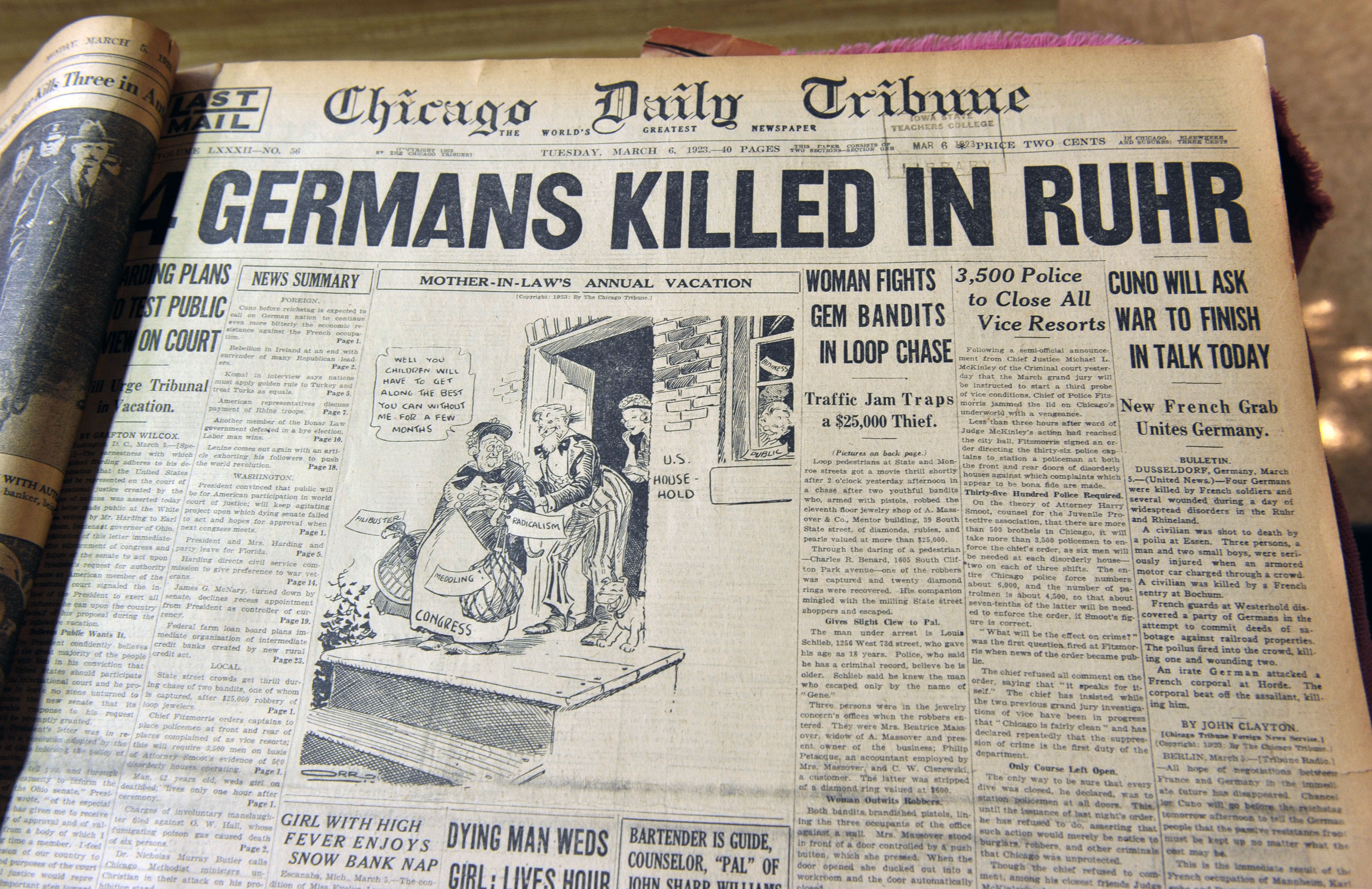
1923年3月6日，《芝加哥論壇報》头版报道了法国占领军杀害4名进行抵抗活动的德国平民。

### 对于德国的同情
由于基于《凡尔赛条约》占领行动技术上是合法的，国际联盟没有对其采取任何行动。但其还是引起了国际社会对于德国的同情。:142由于同样面对着经济问题，法国最终接受了道威斯计划并于1924年7月至8月间自鲁尔区撤军。最后一支法国占领军是在1924年8月25日自杜塞尔多夫与杜伊斯堡撤出的。一些研究者认为占领鲁尔还是带来了一定的好处，并且德国自1922年开始而在占领鲁尔后愈演愈烈的通货膨胀以及1924年法郎由于法国的金融政策及赔款流失而发生的币值暴跌也与占领行为无关。在占领行动后，该地区还获得了9亿金马克的利润。:26, 35

### 普恩加莱
尽管对于英国的态度有怨言，普恩加莱仍是非常想保持英法间的协约关系，因而他在目标上也进行了一些妥协。他采取占领行动的主要目的是从德国获取赔款。但是他强硬的作风以及独裁主义的性格还是导致了他在外交上的失败。

## 英国的态度
在德国1922年7月12日提出暂停赔款时，普恩加莱所领导的法国政府与大卫·劳合·乔治所领导的英国联合政府的关系骤然紧张起来。英国工党此时要求保证和平并宣称劳合·乔治是麻烦制造者。他们认为德国是战后的受难者，并且认为法国时刻意欲复仇，将其视为对于欧洲和平的主要威胁。英法两国的紧张局势在1923年初举行的巴黎会议上到达了高峰，此时劳合·乔治内阁已经被保守党内阁取代。工党认为法国1923年进行的占领是帝国主义行为并一直反对它。当普恩加莱最终接受道威斯计划时，工党认为得到了胜利。

## 事后影响

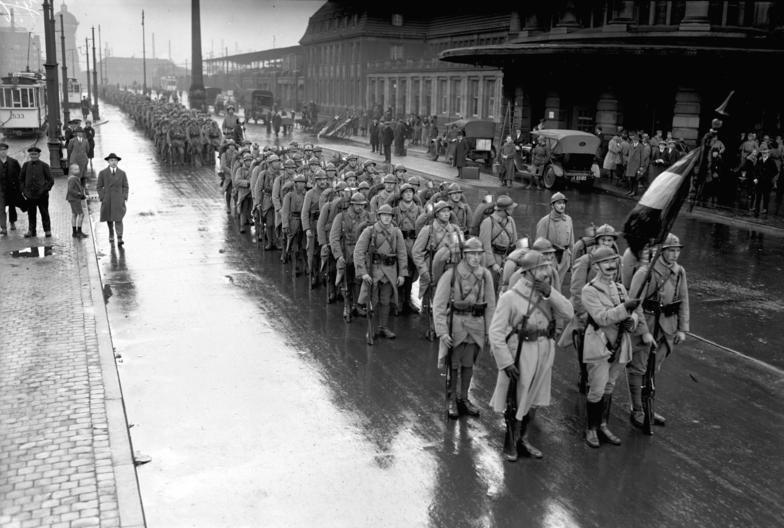
法军撤离多特蒙德

### 道威斯计划
关于道威斯计划执行问题的伦敦会议于1924年7月召开。工党籍首相拉姆齊·麥克唐納认为德国此时已经不可能偿付赔款。他向法国总理爱德华·赫里欧成功施压，使其对德国做出一系列让步。一位英国外交官这样评论道：“伦敦会议中的法国人就如同目睹各各他那幕的路人一般，他们就这样看着赫里欧一条条地放弃法国从赔款委员会那里得到的宝贵特权——对于德国违约进行制裁的权利、对于鲁尔经济利益的撷取、法比两国对于铁路的管理权以及一年里对于鲁尔的军事占领。”由此，德国首次基于自身利益对《凡尔赛条约》进行了修订。

### 对于德国政界的影响
法国的占领行为加速了德国政界右翼力量的形成。在战后一度失去方向的保守主义者于1922年组建了“德国爱国主义社团联合会”（德語：Vereinigten Vaterländischen Verbände Deutschlands，简称VVVD），以形成右翼势力的统一战线。在德国国内抵制法国侵入鲁尔的氛围中，VVVD也达到了其力量的顶峰。他们主张不妥协的君主主义，社团主义并抵制《凡尔赛条约》中对德国的处置。然而其仍是欠缺内部团结以及活动经费，所以最终未能团结右翼力量，并于20年代后期渐渐消失。此时，纳粹党正悄然崛起。

## 延伸阅读
- O'Riordan, E. . Diplomacy and Statecraft. 2004, 15 (2): 221–251. doi:10.1080/09592290490448807 （英语）.
- O'Riordan, E. . Studies in Military and Strategic History. Springer. 2001. ISBN 0230599001 （英语）.
- Jeannesson, S. . Collection Les Mondes Germaniques. Presses universitaires de Strasbourg. 1998. ISBN 2868206891 （法语）.
- Ruck, M. . Bund-Verlag. 1986. ISBN 3766308661 （德语）.
- Müller, B. . Studien zur Gewaltfreiheit. Lit. 1995. ISBN 3825826759 （德语）.
- Schroeder, H.; Krüger, G. . . Studien und Quellen zur Geschichte von Wesel. Wesel. 2002: 90–150 （德语）.
- Krumeich, G.; Schröder, J. (编). . Düsseldorfer Schriften zur neueren Landesgeschichte und zur Geschichte Nordrhein-Westfalens. Klartext-Verlag. 2004. ISBN 3898612511 （德语）.
- Krüger, Gerd. . Kronenbitter, G.; Pöhlmann, Markus; Walter, D.  (编). . Krieg in der Geschichte. Schöningh. 2006: 119–130. ISBN 3506717367 （德语）.